# Experiment de Hershey i Chase

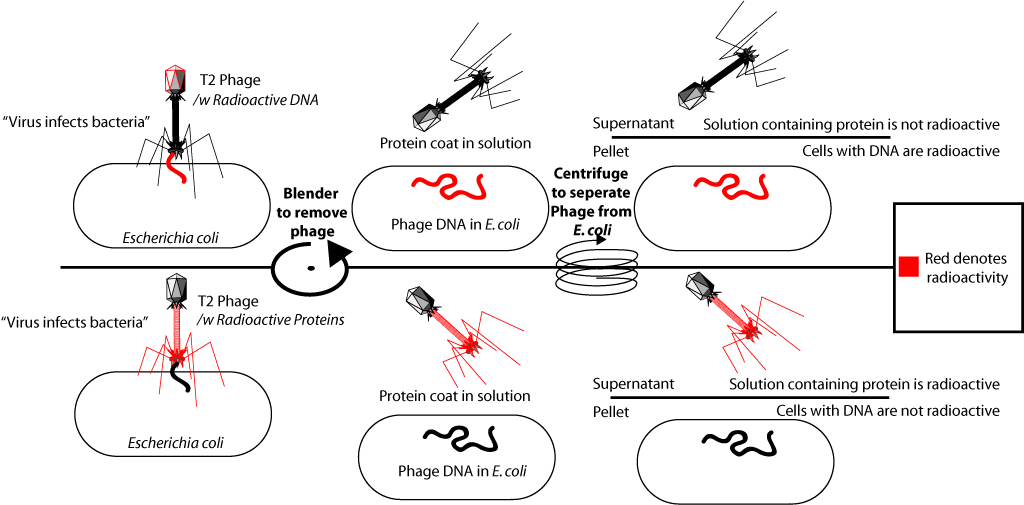
Esquema de l'experiment

L'experiment de Hershey i Chase foren una sèrie d'experiments realitzats el 1952 per Alfred Hershey i Martha Chase, que confirmaren l'ADN com el material genètic, el que havia estat proposat el 1944 en l'experiment d'Avery, MacLeod i McCarty. Mentre l'ADN era ben conegut per la biologia des de 1869, la majoria assumiren que les proteïnes duien la informació de l'herència genètica transmesa a la descendència. Es creia que l'ADN tenia una funció estructural, però no informativa deguda a la seva poca variabilitat de monòmers (4 nucleòtids) enfront de les proteïnes (20 tipus d'aminoàcids).
Hershey i Chase realitzaren el seu experiment sobre el fag T2, un virus (bacteriòfag) sobre el que se n'havia resolt la seva ultraestructura per microscòpia electrònica de transmissió. El fag consisteix només d'un embolcall proteic que conté el material genètic. El fag infecta un bacteri ancorant-se a la seva membrana externa i injectant el seu contingut al protoplasma i usant la maquinària cel·lular per a replicar-se i produir noves partícules víriques. La càpsula del virus no entra a l'interior de la cèl·lula en cap cas i els nous embolcalls són sempre sintetitzats ex novo a l'interior de la cèl·lula hoste.

Esquema estructural del fag T2

En un primer experiment varen marcar radioactivament l'ADN dels fags amb fòsfor-32 (el fòsfor és present en l'ADN, però mai a cap dels aminoàcids de les proteïnes). Amb aquest fags infectaren E. coli, llavors separaren les cèl·lules bacterianes dels virus lliures i les carcasses mitjançant centrifugació. Descobriren que el marcador radioactiu només es trobava en la fracció bacteriana i no en les càpsules proteiques de les partícules que havien fet servir per a infectar-les.
En un segon experiment, marcaren els fags amb sofre-35 radioactiu (el sofre només es troba en els aminoàcids cisteïna i metionina, però no en l'ADN). Després de separació el marcador radioactiu només es trobava en les càpsules proteiques, però no en els bacteris infectats confirmant que el material genètic que infecta els bacteris és l'ADN.
Es van necessitar més investigacions per concloure que només l'ADN dels bacteriòfags entrà a la cèl·lula i no una combinació de proteïnes i ADN on la proteïna no contenia sofre.

## Preparació prèvia
Hershey i Chase van inserir els elements radioactius als bacteriòfags afegint els isòtops a medis separats dins dels quals es va deixar créixer els bacteris durant 4 hores abans de la introducció del bacteriòfag. Quan els bacteriòfags van infectar els bacteris, la descendència contenia els isòtops radioactius a les seves estructures. Aquest procediment es va realitzar una vegada per als fags marcats amb sofre i una vegada per als fags marcats amb fòsfor. A continuació, es va permetre que la descendència marcada infectés bacteris no etiquetats.
Hershey compartí el Premi Nobel de Medicina o Fisiologia del 1969 pels seus "descobriments relatius a l'estructura genètica dels virus." La contribució de Martha Chase no fou considerada rellevant per l'Institut Karolinska, tot i que Chase continuava exercint professionalment en el moment en què fou atorgat el guardó.